# Robert Vézina (linguiste)
Pour les articles homonymes, voir Robert Vézina.
Robert Vézina est un linguiste québécois, notamment connu comme le directeur du Trésor de la langue française au Québec. Il était anciennement président-directeur général de l'Office québécois de la langue française et président de la Commission de toponymie du Québec. En 2022, il a reçu le grade d’Officier de l’Ordre des Arts et des Lettres de la République française.

## Formation
Il a débuté son parcours académique au Cégep de Limoilou, où il a suivi une formation générale en sciences en 1984. Par la suite, il a obtenu un baccalauréat en linguistique française à l’Université Laval en 1991. En 1994, il a complété une maîtrise en linguistique, qu'il a réalisée à l’Université Laval et à l'Arizona State University à Phoenix.
En 2010, il a également suivi un programme de formation à la gestion publique à l’École nationale d'administration publique, obtenant une attestation. En 2010, il a complété son parcours académique en obtenant un doctorat en linguistique à l’Université Laval.

## Carrière
Après avoir obtenu son diplôme de maîtrise, Robert Vézina a été chargé de cours à l'Arizona State University, où il a enseigné le français pour les professions internationales de 1992 à 1993. Il a ensuite exercé en tant qu’enseignant et moniteur de français pour le Guysborough County District School Board en Nouvelle-Écosse de 1986 à 1987. À son retour au Québec, il a occupé divers postes à l’Université Laval. Il y a été auxiliaire d'enseignement au Département de langues et linguistique en 1994, assistant de cours de 1991 à 1995, rédacteur et assistant de recherche au Trésor de la langue française au Québec de 1988 à 1997, et chargé de cours au Département de langues, linguistique et traduction et à l'École des langues vivantes de 1997 à 1998.
Par la suite, Robert Vézina a été professeur de français au Campus Notre-Dame-de-Foy de 1998 à 1999. Il a également travaillé à l’Office québécois de la langue française en tant que terminologue et linguiste de 1999 à 2007. À partir de 2007, il a rejoint le Conseil supérieur de la langue française, où il a d'abord été agent de recherche, puis a exercé les fonctions de directeur de l'administration et des communications de 2009 à 2010, et de directeur de la recherche et de l'administration de 2010 à 2011. En 2011, il est devenu membre et président, après avoir été membre et président par intérim la même année.

## Référence
1. ↑  « Robert Vézina fait Officier dans l’Ordre des Arts et des Lettres par la France », sur Consulat général de France à Québec (consulté le 1er novembre 2024)
2. ↑  « Nomination de Robert Vézina – Note biographique - Secrétariat aux emplois supérieurs », sur www.emplois-superieurs.gouv.qc.ca (consulté le 1er novembre 2024)